# Johann Reichard von Mauchenheim gen. Bechtolsheim
Johann Reichard Freiherr von Mauchenheim gen. Bechtolsheim (* 11. November 1643 (in Fulda?); † 30. Juni 1691 in Würzburg) war Rektor der Universität Würzburg.

## Leben
Bechtolsheim war der älteste Sohn von Johann Georg Freiherr von Mauchenheim gen. Bechtolsheim und war offenkundig für eine kirchliche Karriere vorgesehen, denn er wurde im Alter von zehn Jahren, am 27. Februar 1653, durch Nomination des Johann Reichard von Frankenstein im Domstift Würzburg als Domherr aufgeschworen. 1657/58 immatrikuliert er sich an der Würzburger Universität an der Philosophischen Fakultät.
Bechtolsheim studierte im Juli 1661 an der Universität Löwen, ging im Mai 1662 zum Studium nach Douai, im Juli 1662 nach Orleans und im Dezember 1662 nach Paris (bis Juni 1663). In Paris studierte er beide Rechte. 
Von April 1665 bis Februar 1666 war er am Reichskammergericht Speyer in der Kanzlei des Advokaten Dietrich Brawer tätig. 
Im März 1668 begab er sich zum Abschluss seiner theologischen Studien nach Rom. Am 27. März 1672 erhielt er die niederen Weihen, am 2. April die Weihe zum Subdiakon, 1675 wurde er Domkapitular in Würzburg und 1677 für einige Jahre auch Domkapitular in Bamberg. 
1677 bis 1678 war er Rektor der Julius-Maximilians-Universität Würzburg und wurde am 9. Dezember 1680 Landrichter des Kaiserlichen Landgerichts Würzburg. 
Es folgten 1682 die Diakonatsweihe und die Bestellung als Geheimer Rat, 1691 Condirektor der geistlichen Obereinahmen in der Diözese Würzburg. Er kauft 1686 zusammen mit seinem Bruder Friedrich Hermann von Mauchenheim gen. Bechtolsheim von dem Würzburger Domherrn Johann Philipp Fuchs von Dornheim das Rittergut Bibergau. 
1678 fungiert er als Ratgeber des Fürstbischofs Peter Philipp von Dernbach. 
In Würzburg bezog er 1686 den Domherrnhof Curia Schrotzberg (Rotscheibengasse), 1687 die Curia Winsperg (Herrngasse, Thüngen'sches Haus). Er wurde beigesetzt in der Begräbniskapelle des Domkapitels (3. Reihe, 31. Grab). Sein Grabstein, trägt die Inschrift: 
Anno 1691 offendit ad hunc lapidem pedem suum viator aeternitatis plurime reverendus, peril-lustris et gratiosus Dom. Joh. Richardus a. M. d. B. hujus Ecclesiae Cathedralis Can. Capit. et Cantor, Celsissimi principis nostri Consiliarius intimus, Judex Provincialis. Studiorum Maecenatem Philomusi, Patrem pauperes, Tutorem pupiLli Luxerunt. ILLustris in cinere, gLoriosus in umbra, de Chore et Foro meritissimus, vixit Deo, Ecclesiae, Patriae, natus anno 43 mens Nov. die 11., denatus 30. Iunii sub horam vespertinam nonam. R.I.P.